# Clavigeropallene spicata
Clavigeropallene spicata är en havsspindelart som först beskrevs av Hodgson, T.V. 1914.  Clavigeropallene spicata ingår i släktet Clavigeropallene och familjen Callipallenidae. Inga underarter finns listade i Catalogue of Life.